# Eutropobracon indicus
Eutropobracon indicus är en stekelart som beskrevs av Ramakrishna Ayyar 1928. Eutropobracon indicus ingår i släktet Eutropobracon och familjen bracksteklar. Inga underarter finns listade i Catalogue of Life.